# Tour de Ski 2016/2017
Tour de Ski 2016/2017 – jedenasta edycja prestiżowej imprezy w biegach narciarskich, która odbyła się w dniach 31 grudnia 2016 – 8 stycznia 2017 na terytorium Szwajcarii, Niemiec i Włoch. Zawody zaliczane były do klasyfikacji generalnej Pucharu Świata. Obrońcami tytułów z poprzedniej edycji byli: Norweżka Therese Johaug (nie startowała z powodu zawieszenia za doping) oraz Norweg Martin Johnsrud Sundby (zajął 2. miejsce).

## Klasyfikacja generalna

### Kobiety
| Miejsce | Imię i nazwisko          | Narodowość        | Val Müstair Msc./Pkt | Val Müstair Msc./Pkt | Oberstdorf Msc./Pkt | Oberstdorf Msc./Pkt | Toblach Msc./Pkt | Val di Fiemme Msc./Pkt | Val di Fiemme Msc./Pkt | Czas        | Tour-Punkty | PŚ-punkty razem |
| ------- | ------------------------ | ----------------- | -------------------- | -------------------- | ------------------- | ------------------- | ---------------- | ---------------------- | ---------------------- | ----------- | ----------- | --------------- |
| 1.      | Heidi Weng               | Norwegia          | 3/43 p.              | 2/46 p.              | 3/43 p.             | 2/46 p.             | 5/37 p.          | 7/32 p.                | 1/50 p.                | 2:27:39,4 h | 400         | 697             |
| 2.      | Krista Pärmäkoski        | Finlandia         | 10/26 p.             | 3/43 p.              | 7/32 p.             | 4/40 p.             | 2/46 p.          | 4/40 p.                | 7/32 p.                | +1:37,0 min | 320         | 579             |
| 3.      | Stina Nilsson            | Szwecja           | 1/50 p.              | 5/37 p.              | 1/50 p.             | 1/50 p.             | 20/11 p.         | 1/50 p.                | 18/13 p.               | +1:54,4 min | 240         | 501             |
| 4.      | Ingvild Flugstad Østberg | Norwegia          | 7/32 p.              | 1/50 p.              | 13/20 p.            | 3/43 p.             | 8/30 p.          | 18/13 p.               | 6/34 p.                | +2:04,3 min | 200         | 422             |
| 5.      | Jessica Diggins          | Stany Zjednoczone | 6/34 p.              | 8/30 p.              | 2/46 p.             | 5/37 p.             | 1/50 p.          | 8/30 p.                | 11/24 p.               | +3:09,0 min | 180         | 431             |
| 6.      | Kerttu Niskanen          | Finlandia         | 37/0 p.              | 16/15 p.             | 12/22 p.            | 11/24 p.            | 6/34 p.          | 9/28 p.                | 3/43 p.                | +4:18,2 min | 160         | 326             |
| 7.      | Anne Kyllönen            | Finlandia         | 30/1 p.              | 6/34 p.              | 9/28 p.             | 14/18 p.            | 15/16 p.         | 2/46 p.                | 5/37 p.                | +4:27,7 min | 144         | 324             |
| 8.      | Nathalie von Siebenthal  | Szwajcaria        | 20/11 p.             | 17/14 p.             | 11/24 p.            | 7/32 p.             | 7/32 p.          | 10/26 p.               | 10/26 p.               | +4:39,5 min | 128         | 293             |
| 9.      | Teresa Stadlober         | Austria           | 43/0 p.              | 33/0 p.              | 15/16 p.            | 20/11 p.            | 13/20 p.         | 5/37 p.                | 4/40 p.                | +4:44,1 min | 116         | 240             |
| 10.     | Julija Czekalowa         | Rosja             | 39/0 p.              | 11/24 p.             | 10/26 p.            | 8/30 p.             | 10/26 p.         | 6/34 p.                | 16/15 p.               | +4:58,7 min | 104         | 259             |

### Mężczyźni
| Miejsce | Imię i nazwisko        | Narodowość | Val Müstair Msc./Pkt | Val Müstair Msc./Pkt | Oberstdorf Msc./Pkt | Oberstdorf Msc./Pkt | Toblach Msc./Pkt | Val di Fiemme Msc./Pkt | Val di Fiemme Msc./Pkt | Czas        | Tour-Punkty | PŚ-punkty razem |
| ------- | ---------------------- | ---------- | -------------------- | -------------------- | ------------------- | ------------------- | ---------------- | ---------------------- | ---------------------- | ----------- | ----------- | --------------- |
| 1.      | Siergiej Ustiugow      | Rosja      | 1/50 p.              | 1/50 p.              | 1/50 p.             | 1/50 p.             | 1/50 p.          | 2/46 p.                | 16/15 p.               | 3:24:47,9 h | 400         | 711             |
| 2.      | Martin Johnsrud Sundby | Norwegia   | 4/40 p.              | 2/46 p.              | 2/46 p.             | 2/46 p.             | 14/18 p.         | 1/50 p.                | 12/22 p.               | +1:02,9 min | 320         | 588             |
| 3.      | Dario Cologna          | Szwajcaria | 13/20 p.             | 5/37 p.              | 3/43 p.             | 4/40 p.             | 7/32 p.          | 7/32 p.                | 5/37 p.                | +1:19,1 min | 240         | 481             |
| 4.      | Maurice Manificat      | Francja    | 25/6 p.              | 16/15 p.             | 8/30 p.             | 9/28 p.             | 2/46 p.          | 13/20 p.               | 1/50 p.                | +1:26,9 min | 200         | 395             |
| 5.      | Matti Heikkinen        | Finlandia  | 37/0 p.              | 6/34 p.              | 7/32 p.             | 5/37 p.             | 4/40 p.          | 3/43 p.                | 2/46 p.                | +1:31,3 min | 180         | 412             |
| 6.      | Marcus Hellner         | Szwecja    | 20/11 p.             | 7/32 p.              | 5/37 p.             | 6/34 p.             | 5/37 p.          | 10/26 p.               | 4/40 p.                | +2:05,8 min | 160         | 377             |
| 7.      | Alex Harvey            | Kanada     | 6/34 p.              | 8/30 p.              | 4/40 p.             | 3/43 p.             | 11/24 p.         | 19/12 p.               | 14/18 p.               | +2:39,7 min | 144         | 345             |
| 8.      | Simen Hegstad Krüger   | Norwegia   | 35/0 p.              | 10/26 p.             | 6/34 p.             | 8/30 p.             | 3/43 p.          | 22/9 p.                | 8/30 p.                | +3:27,2 min | 128         | 300             |
| 9.      | Hans Christer Holund   | Norwegia   | 41/0 p.              | 13/20 p.             | 21/10 p.            | 11/24 p.            | 15/16 p.         | 9/28 p.                | 3/43 p.                | +3:50,4 min | 116         | 257             |
| 10.     | Niklas Dyrhaug         | Norwegia   | 31/0 p.              | 12/22 p.             | 14/18 p.            | 12/22 p.            | 21/10 p.         | 6/34 p.                | 10/26 p.               | +4:24,9 min | 104         | 236             |

## Program zawodów
| Dzień      | Miejsce       | Konkurencja                                 | Początek  | Liczba uczestników |
| ---------- | ------------- | ------------------------------------------- | --------- | ------------------ |
| 31 grudnia | Val Müstair   | Sprint kobiet s. dowolnym                   | 14:50 CET | 64                 |
| 31 grudnia | Val Müstair   | Sprint mężczyzn s. dowolnym                 | 14:50 CET | 85                 |
| 1 stycznia | Val Müstair   | 10 km mężczyzn s. klasycznym (start masowy) | 13:00 CET | 79                 |
| 1 stycznia | Val Müstair   | 5 km kobiet s. klasycznym (start masowy)    | 16:00 CET | 62                 |
| 3 stycznia | Oberstdorf    | 10 km kobiet bieg łączony                   | 12:15 CET | 51                 |
| 3 stycznia | Oberstdorf    | 20 km mężczyzn bieg łączony                 | 15:15 CET | 59                 |
| 4 stycznia | Oberstdorf    | 10 km kobiet s. dowolnym (bieg pościgowy)   | 11:30 CET | 48                 |
| 4 stycznia | Oberstdorf    | 15 km mężczyzn s. dowolnym (bieg pościgowy) | 12:45 CET | 54                 |
| 6 stycznia | Toblach       | 10 km mężczyzn s. dowolnym                  | 10:45 CET | 43                 |
| 6 stycznia | Toblach       | 5 km kobiet s. dowolnym                     | 13:00 CET | 40                 |
| 7 stycznia | Val di Fiemme | 10 km kobiet s. klasycznym (start masowy)   | 14:30 CET | 31                 |
| 7 stycznia | Val di Fiemme | 15 km mężczyzn s. klasycznym (start masowy) | 15:30 CET | 42                 |
| 8 stycznia | Val di Fiemme | 9 km kobiet s. dowolnym (bieg pościgowy)    | 11:30 CET | 31                 |
| 8 stycznia | Val di Fiemme | 9 km mężczyzn s. dowolnym (bieg pościgowy)  | 15:30 CET | 40                 |

## Czołówki zawodów

### Kobiety
| Lp. | Data            | Miejscowość               | Dystans                            | 1. miejsce               | 2. miejsce             | 3. miejsce               |
| --- | --------------- | ------------------------- | ---------------------------------- | ------------------------ | ---------------------- | ------------------------ |
| 1.  | 31 grudnia 2016 | Val Müstair               | Sprint s. dowolnym                 | Stina Nilsson            | Maiken Caspersen Falla | Heidi Weng               |
| 2.  | 1 stycznia 2017 | Val Müstair               | 5 km s. klasycznym (start masowy)  | Ingvild Flugstad Østberg | Heidi Weng             | Krista Pärmäkoski        |
| 3.  | 3 stycznia 2017 | Oberstdorf                | 10 km bieg łączony                 | Stina Nilsson            | Jessica Diggins        | Heidi Weng               |
| 4.  | 4 stycznia 2017 | Oberstdorf                | 10 km s. dowolnym (bieg pościgowy) | Stina Nilsson            | Heidi Weng             | Ingvild Flugstad Østberg |
| 5.  | 6 stycznia 2017 | Toblach                   | 5 km s. dowolnym                   | Jessica Diggins          | Krista Pärmäkoski      | Sadie Maubet Bjornsen    |
| 6.  | 7 stycznia 2017 | Val di Fiemme             | 10 km s. klasycznym (start masowy) | Stina Nilsson            | Anne Kyllönen          | Charlotte Kalla          |
| 7.  | 8 stycznia 2017 | Val di Fiemme/Alpe Cermis | 9 km s. dowolnym (bieg pościgowy)  | Heidi Weng               | Elizabeth Stephen      | Kerttu Niskanen          |

### Mężczyźni
| Lp. | Data            | Miejscowość               | Dystans                            | 1. miejsce             | 2. miejsce             | 3. miejsce           |
| --- | --------------- | ------------------------- | ---------------------------------- | ---------------------- | ---------------------- | -------------------- |
| 1.  | 31 grudnia 2016 | Val Müstair               | Sprint s. dowolnym                 | Siergiej Ustiugow      | Federico Pellegrino    | Finn Hågen Krogh     |
| 2.  | 1 stycznia 2017 | Val Müstair               | 10 km s. klasycznym (start masowy) | Siergiej Ustiugow      | Martin Johnsrud Sundby | Didrik Tønseth       |
| 3.  | 3 stycznia 2017 | Oberstdorf                | 20 km bieg łączony                 | Siergiej Ustiugow      | Martin Johnsrud Sundby | Dario Cologna        |
| 4.  | 4 stycznia 2017 | Oberstdorf                | 15 km s. dowolnym (bieg pościgowy) | Siergiej Ustiugow      | Martin Johnsrud Sundby | Alex Harvey          |
| 5.  | 6 stycznia 2017 | Toblach                   | 10 km s. dowolnym                  | Siergiej Ustiugow      | Maurice Manificat      | Simen Hegstad Krüger |
| 6.  | 7 stycznia 2017 | Val di Fiemme             | 15 km s. klasycznym (start masowy) | Martin Johnsrud Sundby | Siergiej Ustiugow      | Matti Heikkinen      |
| 7.  | 8 stycznia 2017 | Val di Fiemme/Alpe Cermis | 9 km s. dowolnym (bieg pościgowy)  | Maurice Manificat      | Matti Heikkinen        | Hans Christer Holund |

## Kobiety

### Sprint s. dowolnym
31 grudnia 2016
 Val Müstair, Szwajcaria
| Poz.      | Zawodniczka              | Reprezentacja     | Czas    |
| --------- | ------------------------ | ----------------- | ------- |
| 1.        | Stina Nilsson            | Szwecja           | 3:26,27 |
| 2.        | Maiken Caspersen Falla   | Norwegia          | +2,48   |
| 3.        | Heidi Weng               | Norwegia          | +6,47   |
| 4.        | Kathrine Rolsted Harsem  | Norwegia          | +6,95   |
| 5.        | Laurien van der Graaff   | Szwajcaria        | +6,96   |
| 6.        | Jessica Diggins          | Stany Zjednoczone | +7,64   |
| Półfinały |                          |                   |         |
| 7.        | Ingvild Flugstad Østberg | Norwegia          | –       |
| 8.        | Sandra Ringwald          | Niemcy            | –       |
| 9.        | Hanna Kolb               | Niemcy            | –       |
| 10.       | Krista Pärmäkoski        | Finlandia         | –       |
| 11.       | Gaia Vuerich             | Włochy            | –       |
| 12.       | Vesna Fabjan             | Słowenia          | –       |

| Poz. | Zawodniczka              | Reprezentacja | Czas   |
| ---- | ------------------------ | ------------- | ------ |
| 1.   | Stina Nilsson            | Szwecja       | 2:28,2 |
| 2.   | Maiken Caspersen Falla   | Norwegia      | +10,7  |
| 3.   | Heidi Weng               | Norwegia      | +16,6  |
| 4.   | Kathrine Rolsted Harsem  | Norwegia      | +20,8  |
| 5.   | Ingvild Flugstad Østberg | Norwegia      | +21,3  |

| Poz. | Zawodniczka            | Reprezentacja | Punkty |
| ---- | ---------------------- | ------------- | ------ |
| 1.   | Stina Nilsson          | Szwecja       | 60     |
| 2.   | Maiken Caspersen Falla | Norwegia      | 56     |
| 3.   | Heidi Weng             | Norwegia      | 52     |

### 5 km s. klasycznym (start masowy)
1 stycznia 2017
 Val Müstair, Szwajcaria
| Poz. | Zawodniczka              | Reprezentacja     | Czas    |
| ---- | ------------------------ | ----------------- | ------- |
| 1.   | Ingvild Flugstad Østberg | Norwegia          | 13:21,2 |
| 2.   | Heidi Weng               | Norwegia          | +7,0    |
| 3.   | Krista Pärmäkoski        | Finlandia         | +11,4   |
| 4.   | Nadine Fähndrich         | Szwajcaria        | +24,6   |
| 5.   | Stina Nilsson            | Szwecja           | +25,1   |
| 6.   | Anne Kyllönen            | Finlandia         | +26,0   |
| 7.   | Kathrine Rolsted Harsem  | Norwegia          | +28,1   |
| 8.   | Jessica Diggins          | Stany Zjednoczone | +32,6   |
| 9.   | Laura Mononen            | Finlandia         | +33,5   |
| 10.  | Laurien van der Graaff   | Szwajcaria        | +35,3   |

| Poz. | Zawodniczka              | Reprezentacja | Czas    |
| ---- | ------------------------ | ------------- | ------- |
| 1.   | Ingvild Flugstad Østberg | Norwegia      | 15:40,7 |
| 2.   | Heidi Weng               | Norwegia      | +10,3   |
| 3.   | Stina Nilsson            | Szwecja       | +23,8   |
| 4.   | Krista Pärmäkoski        | Finlandia     | +42,0   |
| 5.   | Kathrine Rolsted Harsem  | Norwegia      | +51,6   |

| Poz. | Zawodniczka              | Reprezentacja | Punkty |
| ---- | ------------------------ | ------------- | ------ |
| 1.   | Heidi Weng               | Norwegia      | 74     |
| 2.   | Ingvild Flugstad Østberg | Norwegia      | 70     |
| 2.   | Stina Nilsson            | Szwecja       | 70     |

### 10 km bieg łączony
3 stycznia 2017
 Oberstdorf, Niemcy
| Poz. | Zawodniczka            | Reprezentacja     | Czas    |
| ---- | ---------------------- | ----------------- | ------- |
| 1.   | Stina Nilsson          | Szwecja           | 27:23,8 |
| 2.   | Jessica Diggins        | Stany Zjednoczone | +0,2    |
| 3.   | Heidi Weng             | Norwegia          | +1,5    |
| 4.   | Maiken Caspersen Falla | Norwegia          | +3,3    |
| 5.   | Sadie Maubet Bjornsen  | Stany Zjednoczone | +8,1    |
| 6.   | Nicole Fessel          | Niemcy            | +8,1    |
| 7.   | Krista Pärmäkoski      | Finlandia         | +8,5    |
| 8.   | Charlotte Kalla        | Szwecja           | +8,8    |
| 9.   | Anne Kyllönen          | Finlandia         | +11,8   |
| 10.  | Julija Czekalowa       | Rosja             | +12,8   |

| Poz. | Zawodniczka              | Reprezentacja     | Czas    |
| ---- | ------------------------ | ----------------- | ------- |
| 1.   | Stina Nilsson            | Szwecja           | 43:01,3 |
| 2.   | Heidi Weng               | Norwegia          | +4,0    |
| 3.   | Ingvild Flugstad Østberg | Norwegia          | +12,4   |
| 4.   | Krista Pärmäkoski        | Finlandia         | +38,7   |
| 5.   | Jessica Diggins          | Stany Zjednoczone | +51,4   |

| Poz. | Zawodniczka              | Reprezentacja | Punkty |
| ---- | ------------------------ | ------------- | ------ |
| 1.   | Stina Nilsson            | Szwecja       | 97     |
| 2.   | Heidi Weng               | Norwegia      | 85     |
| 3.   | Ingvild Flugstad Østberg | Norwegia      | 80     |

### 10 km s. dowolnym (bieg pościgowy)
4 stycznia 2017
 Oberstdorf, Niemcy
| Poz. | Zawodniczka              | Reprezentacja     | Czas    |
| ---- | ------------------------ | ----------------- | ------- |
| 1.   | Stina Nilsson            | Szwecja           | 27:42,7 |
| 2.   | Heidi Weng               | Norwegia          | +1,7    |
| 3.   | Ingvild Flugstad Østberg | Norwegia          | +1,8    |
| 4.   | Krista Pärmäkoski        | Finlandia         | +42,4   |
| 5.   | Jessica Diggins          | Stany Zjednoczone | +1:47,5 |
| 6.   | Nicole Fessel            | Niemcy            | +2:39,1 |
| 7.   | Nathalie von Siebenthal  | Szwajcaria        | +2:40,2 |
| 8.   | Julija Czekalowa         | Rosja             | +2:40,3 |
| 9.   | Kathrine Rolsted Harsem  | Norwegia          | +3:08,8 |
| 10.  | Kikkan Randall           | Stany Zjednoczone | +3:15,5 |

| Poz. | Zawodniczka              | Reprezentacja     | Czas      |
| ---- | ------------------------ | ----------------- | --------- |
| 1.   | Stina Nilsson            | Szwecja           | 1:10:29,0 |
| 2.   | Heidi Weng               | Norwegia          | +6,7      |
| 3.   | Ingvild Flugstad Østberg | Norwegia          | +11,8     |
| 4.   | Krista Pärmäkoski        | Finlandia         | +57,4     |
| 5.   | Jessica Diggins          | Stany Zjednoczone | +2:02,5   |

| Poz. | Zawodniczka              | Reprezentacja | Punkty |
| ---- | ------------------------ | ------------- | ------ |
| 1.   | Stina Nilsson            | Szwecja       | 112    |
| 2.   | Heidi Weng               | Norwegia      | 95     |
| 3.   | Ingvild Flugstad Østberg | Norwegia      | 85     |

### 5 km s. dowolnym
6 stycznia 2017
 Toblach, Włochy
| Poz. | Zawodniczka              | Reprezentacja     | Czas    |
| ---- | ------------------------ | ----------------- | ------- |
| 1.   | Jessica Diggins          | Stany Zjednoczone | 12:45,6 |
| 2.   | Krista Pärmäkoski        | Finlandia         | +13,6   |
| 3.   | Sadie Maubet Bjornsen    | Stany Zjednoczone | +14,6   |
| 4.   | Charlotte Kalla          | Szwecja           | +14,9   |
| 5.   | Heidi Weng               | Norwegia          | +17,5   |
| 6.   | Kerttu Niskanen          | Finlandia         | +18,0   |
| 7.   | Nathalie von Siebenthal  | Szwajcaria        | +20,5   |
| 8.   | Ingvild Flugstad Østberg | Norwegia          | +23,5   |
| 9.   | Kathrine Rolsted Harsem  | Norwegia          | +25,3   |
| 10.  | Julija Czekalowa         | Rosja             | +26,3   |

| Poz. | Zawodniczka              | Reprezentacja     | Czas      |
| ---- | ------------------------ | ----------------- | --------- |
| 1.   | Heidi Weng               | Norwegia          | 1:23:38,8 |
| 2.   | Ingvild Flugstad Østberg | Norwegia          | +11,1     |
| 3.   | Stina Nilsson            | Szwecja           | +16,3     |
| 4.   | Krista Pärmäkoski        | Finlandia         | +36,8     |
| 5.   | Jessica Diggins          | Stany Zjednoczone | +1:23,3   |

| Poz. | Zawodniczka              | Reprezentacja | Punkty |
| ---- | ------------------------ | ------------- | ------ |
| 1.   | Stina Nilsson            | Szwecja       | 112    |
| 2.   | Heidi Weng               | Norwegia      | 95     |
| 3.   | Ingvild Flugstad Østberg | Norwegia      | 85     |

### 10 km s. klasycznym (start masowy)
7 stycznia 2017
 Val di Fiemme, Włochy
| Poz. | Zawodniczka             | Reprezentacja     | Czas    |
| ---- | ----------------------- | ----------------- | ------- |
| 1.   | Stina Nilsson           | Szwecja           | 30:20,8 |
| 2.   | Anne Kyllönen           | Finlandia         | +3,0    |
| 3.   | Charlotte Kalla         | Szwecja           | +3,7    |
| 4.   | Krista Pärmäkoski       | Finlandia         | +9,4    |
| 5.   | Teresa Stadlober        | Austria           | +10,1   |
| 6.   | Julija Czekalowa        | Rosja             | +10,5   |
| 7.   | Heidi Weng              | Norwegia          | +17,5   |
| 8.   | Jessica Diggins         | Stany Zjednoczone | +19,5   |
| 9.   | Kerttu Niskanen         | Finlandia         | +19,8   |
| 10.  | Nathalie von Siebenthal | Szwajcaria        | +25,2   |

| Poz. | Zawodniczka              | Reprezentacja     | Czas      |
| ---- | ------------------------ | ----------------- | --------- |
| 1.   | Stina Nilsson            | Szwecja           | 1:53:45,9 |
| 2.   | Heidi Weng               | Norwegia          | +19,2     |
| 3.   | Krista Pärmäkoski        | Finlandia         | +53,9     |
| 4.   | Ingvild Flugstad Østberg | Norwegia          | +1:23,3   |
| 5.   | Jessica Diggins          | Stany Zjednoczone | +1:56,5   |

| Poz. | Zawodniczka              | Reprezentacja | Punkty |
| ---- | ------------------------ | ------------- | ------ |
| 1.   | Stina Nilsson            | Szwecja       | 142    |
| 2.   | Heidi Weng               | Norwegia      | 107    |
| 3.   | Ingvild Flugstad Østberg | Norwegia      | 95     |

### 9 km s. dowolnym (bieg pościgowy)
8 stycznia 2017
 Val di Fiemme/Alpe Cermis, Włochy
| Poz. | Zawodniczka              | Reprezentacja     | Czas    |
| ---- | ------------------------ | ----------------- | ------- |
| 1.   | Heidi Weng               | Norwegia          | 33:34,3 |
| 2.   | Elizabeth Stephen        | Stany Zjednoczone | +38,2   |
| 3.   | Kerttu Niskanen          | Finlandia         | +46,0   |
| 4.   | Teresa Stadlober         | Austria           | +49,7   |
| 5.   | Anne Kyllönen            | Finlandia         | +1:00,1 |
| 6.   | Ingvild Flugstad Østberg | Norwegia          | +1:00,2 |
| 7.   | Krista Pärmäkoski        | Finlandia         | +1:02,3 |
| 8.   | Laura Mononen            | Finlandia         | +1:16,0 |
| 9.   | Stefanie Böhler          | Niemcy            | +1:23,2 |
| 10.  | Nathalie von Siebenthal  | Szwajcaria        | +1:28,3 |

| Poz. | Zawodniczka              | Reprezentacja     | Czas      |
| ---- | ------------------------ | ----------------- | --------- |
| 1.   | Heidi Weng               | Norwegia          | 2:27:39,4 |
| 2.   | Krista Pärmäkoski        | Finlandia         | +1:37,0   |
| 3.   | Stina Nilsson            | Szwecja           | +1:54,4   |
| 4.   | Ingvild Flugstad Østberg | Norwegia          | +2:04,3   |
| 5.   | Jessica Diggins          | Stany Zjednoczone | +3:09,0   |

| Poz. | Zawodniczka              | Reprezentacja | Punkty |
| ---- | ------------------------ | ------------- | ------ |
| 1.   | Stina Nilsson            | Szwecja       | 142    |
| 2.   | Heidi Weng               | Norwegia      | 107    |
| 3.   | Ingvild Flugstad Østberg | Norwegia      | 95     |

### Nie ukończyły

#### Rezygnacje
- Gaia Vuerich – po I etapie
- Heidi Widmer – po I etapie
- Laurien van der Graaff – po II etapie
- Nadine Fähndrich – po II etapie
- Sophie Caldwell – po II etapie
- Francesca Baudin – po II etapie
- Vesna Fabjan – po II etapie
- Katja Višnar – po II etapie
- Annika Taylor – po II etapie
- Karolína Grohová – po II etapie
- Vedrana Malec – po II etapie
- Nathalie Schwarz – po II etapie
- Lea Einfalt – po II etapie
- Maiken Caspersen Falla – po III etapie
- Hanna Kolb – po III etapie
- Katharina Hennig – po IV etapie
- Victoria Carl – po IV etapie
- Petra Nováková – po IV etapie
- Barbara Jezeršek – po IV etapie
- Monique Siegel – po IV etapie
- Kateřina Berousková – po IV etapie
- Maria Rydqvist – po IV etapie
- Antonia Fräbel – po IV etapie
- Sandra Ringwald – po V etapie
- Ragnhild Haga – po V etapie
- Kikkan Randall – po V etapie
- Lotta Udnes Weng – po V etapie
- Elisabeth Schicho – po V etapie
- Anamarija Lampič – po V etapie
- Alenka Čebašek – po V etapie
- Lucia Scardoni – po V etapie

#### Niewystartowanie w etapie
- Martine Ek Hagen – I etap
- Sofie Krehl – IV etap
- Sadie Maubet Bjornsen – VI etap

## Mężczyźni

### Sprint s. dowolnym
31 grudnia 2016
 Val Müstair, Szwajcaria
| Poz.      | Zawodnik               | Reprezentacja   | Czas    |
| --------- | ---------------------- | --------------- | ------- |
| 1.        | Siergiej Ustiugow      | Rosja           | 3:00,50 |
| 2.        | Federico Pellegrino    | Włochy          | +2,03   |
| 3.        | Finn Hågen Krogh       | Norwegia        | +2,80   |
| 4.        | Martin Johnsrud Sundby | Norwegia        | +3,52   |
| 5.        | Lucas Chanavat         | Francja         | +10,25  |
| 6.        | Alex Harvey            | Kanada          | +15,93  |
| Półfinały |                        |                 |         |
| 7.        | Andriej Larkow         | Rosja           | –       |
| 8.        | Thomas Bing            | Niemcy          | –       |
| 9.        | Emil Iversen           | Norwegia        | –       |
| 10.       | Andrew Musgrave        | Wielka Brytania | –       |
| 11.       | Andrew Young           | Wielka Brytania | –       |
| 12.       | Renaud Jay             | Francja         | –       |
| ...       |                        |                 |         |
| 15.       | Maciej Staręga         | Polska          | –       |

| Poz. | Zawodnik               | Reprezentacja | Czas   |
| ---- | ---------------------- | ------------- | ------ |
| 1.   | Siergiej Ustiugow      | Rosja         | 2:01,2 |
| 2.   | Federico Pellegrino    | Włochy        | +8,2   |
| 3.   | Finn Hågen Krogh       | Norwegia      | +13,8  |
| 4.   | Martin Johnsrud Sundby | Norwegia      | +17,0  |
| 5.   | Lucas Chanavat         | Francja       | +20,4  |
| ...  |                        |               |        |
| 16.  | Maciej Staręga         | Polska        | +53,0  |

| Poz. | Zawodnik            | Reprezentacja | Punkty |
| ---- | ------------------- | ------------- | ------ |
| 1.   | Siergiej Ustiugow   | Rosja         | 60     |
| 2.   | Federico Pellegrino | Włochy        | 56     |
| 3.   | Finn Hågen Krogh    | Norwegia      | 52     |
| ...  |                     |               |        |
| 15.  | Maciej Staręga      | Polska        | 16     |

### 10 km s. klasycznym (start masowy)
1 stycznia 2017
 Val Müstair, Szwajcaria
| Poz. | Zawodnik               | Reprezentacja | Czas    |
| ---- | ---------------------- | ------------- | ------- |
| 1.   | Siergiej Ustiugow      | Rosja         | 24:50,0 |
| 2.   | Martin Johnsrud Sundby | Norwegia      | +1,9    |
| 3.   | Didrik Tønseth         | Norwegia      | +2,3    |
| 4.   | Sjur Røthe             | Norwegia      | +3,3    |
| 5.   | Dario Cologna          | Szwajcaria    | +5,5    |
| 6.   | Matti Heikkinen        | Finlandia     | +5,6    |
| 7.   | Marcus Hellner         | Szwecja       | +6,0    |
| 8.   | Alex Harvey            | Kanada        | +7,0    |
| 9.   | Iivo Niskanen          | Finlandia     | +7,0    |
| 10.  | Simen Hegstad Krüger   | Norwegia      | +7,3    |
| ...  |                        |               |         |
| 69.  | Maciej Staręga         | Polska        | +2:30,2 |

| Poz. | Zawodnik               | Reprezentacja | Czas    |
| ---- | ---------------------- | ------------- | ------- |
| 1.   | Siergiej Ustiugow      | Rosja         | 26:26,2 |
| 2.   | Martin Johnsrud Sundby | Norwegia      | +18,9   |
| 3.   | Alex Harvey            | Kanada        | +59,6   |
| 4.   | Andriej Łarkow         | Rosja         | +1:01,5 |
| 5.   | Emil Iversen           | Norwegia      | +1:09,2 |
| ...  |                        |               |         |
| 65.  | Maciej Staręga         | Polska        | +3:48,2 |

| Poz. | Zawodnik               | Reprezentacja | Punkty |
| ---- | ---------------------- | ------------- | ------ |
| 1.   | Siergiej Ustiugow      | Rosja         | 85     |
| 2.   | Martin Johnsrud Sundby | Norwegia      | 73     |
| 3.   | Federico Pellegrino    | Włochy        | 56     |
| ...  |                        |               |        |
| 13.  | Maciej Staręga         | Polska        | 16     |

### 20 km bieg łączony
3 stycznia 2017
 Oberstdorf, Niemcy
| Poz. | Zawodnik               | Reprezentacja | Czas    |
| ---- | ---------------------- | ------------- | ------- |
| 1.   | Siergiej Ustiugow      | Rosja         | 48:40,4 |
| 2.   | Martin Johnsrud Sundby | Norwegia      | +0,6    |
| 3.   | Dario Cologna          | Szwajcaria    | +1,0    |
| 4.   | Alex Harvey            | Kanada        | +2,7    |
| 5.   | Marcus Hellner         | Szwecja       | +3,6    |
| 6.   | Simen Hegstad Krüger   | Norwegia      | +3,8    |
| 7.   | Matti Heikkinen        | Finlandia     | +5,9    |
| 8.   | Maurice Manificat      | Francja       | +6,5    |
| 9.   | Jean-Marc Gaillard     | Francja       | +6,9    |
| 10.  | Devon Kershaw          | Kanada        | +7,4    |

| Poz. | Zawodnik               | Reprezentacja | Czas      |
| ---- | ---------------------- | ------------- | --------- |
| 1.   | Siergiej Ustiugow      | Rosja         | 1:14:34,6 |
| 2.   | Martin Johnsrud Sundby | Norwegia      | +29,5     |
| 3.   | Alex Harvey            | Kanada        | +1:09,3   |
| 4.   | Dario Cologna          | Szwajcaria    | +1:25,4   |
| 5.   | Marcus Hellner         | Szwecja       | +1:42,4   |

| Poz. | Zawodnik               | Reprezentacja | Punkty |
| ---- | ---------------------- | ------------- | ------ |
| 1.   | Siergiej Ustiugow      | Rosja         | 117    |
| 2.   | Martin Johnsrud Sundby | Norwegia      | 95     |
| 3.   | Alex Harvey            | Kanada        | 67     |

### 15 km s. dowolnym (bieg pościgowy)
4 stycznia 2017
 Oberstdorf, Niemcy
| Poz. | Zawodnik               | Reprezentacja   | Czas    |
| ---- | ---------------------- | --------------- | ------- |
| 1.   | Siergiej Ustiugow      | Rosja           | 37:58,5 |
| 2.   | Martin Johnsrud Sundby | Norwegia        | +37,2   |
| 3.   | Alex Harvey            | Kanada          | +1:08,8 |
| 4.   | Dario Cologna          | Szwajcaria      | +1:09,6 |
| 5.   | Matti Heikkinen        | Finlandia       | +1:45,0 |
| 6.   | Marcus Hellner         | Szwecja         | +1:47,6 |
| 7.   | Didrik Tønseth         | Norwegia        | +1:47,6 |
| 8.   | Simen Hegstad Krüger   | Norwegia        | +1:52,4 |
| 9.   | Maurice Manificat      | Francja         | +1:54,1 |
| 10.  | Andrew Musgrave        | Wielka Brytania | +3:15,5 |

| Poz. | Zawodnik               | Reprezentacja | Czas      |
| ---- | ---------------------- | ------------- | --------- |
| 1.   | Siergiej Ustiugow      | Rosja         | 1:52:18,1 |
| 2.   | Martin Johnsrud Sundby | Norwegia      | +42,2     |
| 3.   | Alex Harvey            | Kanada        | +1:18,8   |
| 4.   | Dario Cologna          | Szwajcaria    | +1:24,6   |
| 5.   | Matti Heikkinen        | Finlandia     | +2:00,0   |

| Poz. | Zawodnik               | Reprezentacja | Punkty |
| ---- | ---------------------- | ------------- | ------ |
| 1.   | Siergiej Ustiugow      | Rosja         | 132    |
| 2.   | Martin Johnsrud Sundby | Norwegia      | 105    |
| 3.   | Alex Harvey            | Kanada        | 72     |

### 10 km s. dowolnym
6 stycznia 2017
 Toblach, Włochy
| Poz. | Zawodnik             | Reprezentacja | Czas    |
| ---- | -------------------- | ------------- | ------- |
| 1.   | Siergiej Ustiugow    | Rosja         | 21:47,9 |
| 2.   | Maurice Manificat    | Francja       | +0,4    |
| 3.   | Simen Hegstad Krüger | Norwegia      | +16,6   |
| 4.   | Matti Heikkinen      | Finlandia     | +17,3   |
| 5.   | Marcus Hellner       | Szwecja       | +25,8   |
| 6.   | Didrik Tønseth       | Norwegia      | +27,2   |
| 7.   | Dario Cologna        | Szwajcaria    | +27,9   |
| 8.   | Clément Parisse      | Francja       | +29,6   |
| 9.   | Francesco De Fabiani | Włochy        | +29,8   |
| 10.  | Jean-Marc Gaillard   | Francja       | +31,9   |

| Poz. | Zawodnik               | Reprezentacja | Czas      |
| ---- | ---------------------- | ------------- | --------- |
| 1.   | Siergiej Ustiugow      | Rosja         | 2:13:51,0 |
| 2.   | Martin Johnsrud Sundby | Norwegia      | +1:34,1   |
| 3.   | Dario Cologna          | Szwajcaria    | +2:07,5   |
| 4.   | Alex Harvey            | Kanada        | +2:08,0   |
| 5.   | Maurice Manificat      | Francja       | +2:14,5   |

| Poz. | Zawodnik               | Reprezentacja | Punkty |
| ---- | ---------------------- | ------------- | ------ |
| 1.   | Siergiej Ustiugow      | Rosja         | 147    |
| 2.   | Martin Johnsrud Sundby | Norwegia      | 105    |
| 3.   | Alex Harvey            | Kanada        | 72     |

### 15 km s. klasycznym (start masowy)
7 stycznia 2017
 Val di Fiemme, Włochy
| Poz. | Zawodnik                 | Reprezentacja | Czas    |
| ---- | ------------------------ | ------------- | ------- |
| 1.   | Martin Johnsrud Sundby   | Norwegia      | 40:40,0 |
| 2.   | Siergiej Ustiugow        | Rosja         | +2,2    |
| 3.   | Matti Heikkinen          | Finlandia     | +2,8    |
| 4.   | Francesco De Fabiani     | Włochy        | +3,2    |
| 5.   | Andriej Łarkow           | Rosja         | +3,3    |
| 6.   | Niklas Dyrhaug           | Norwegia      | +3,5    |
| 7.   | Dario Cologna            | Szwajcaria    | +3,8    |
| 8.   | Aleksandr Biessmiertnych | Rosja         | +3,9    |
| 9.   | Hans Christer Holund     | Norwegia      | +9,9    |
| 10.  | Marcus Hellner           | Szwecja       | +10,3   |

| Poz. | Zawodnik               | Reprezentacja | Czas      |
| ---- | ---------------------- | ------------- | --------- |
| 1.   | Siergiej Ustiugow      | Rosja         | 2:54:20,2 |
| 2.   | Martin Johnsrud Sundby | Norwegia      | +1:11,9   |
| 3.   | Dario Cologna          | Szwajcaria    | +2:04,1   |
| 4.   | Matti Heikkinen        | Finlandia     | +2:32,9   |
| 5.   | Maurice Manificat      | Francja       | +2:34,6   |

| Poz. | Zawodnik               | Reprezentacja | Punkty |
| ---- | ---------------------- | ------------- | ------ |
| 1.   | Siergiej Ustiugow      | Rosja         | 160    |
| 2.   | Martin Johnsrud Sundby | Norwegia      | 138    |
| 3.   | Alex Harvey            | Kanada        | 87     |

### 9 km s. dowolnym (bieg pościgowy)
8 stycznia 2017
 Val di Fiemme/Alpe Cermis, Włochy
| Poz. | Zawodnik                 | Reprezentacja | Czas    |
| ---- | ------------------------ | ------------- | ------- |
| 1.   | Maurice Manificat        | Francja       | 29:20,0 |
| 2.   | Matti Heikkinen          | Finlandia     | +6,1    |
| 3.   | Hans Christer Holund     | Norwegia      | +15,8   |
| 4.   | Marcus Hellner           | Szwecja       | +19,0   |
| 5.   | Dario Cologna            | Szwajcaria    | +22,7   |
| 6.   | Aleksandr Biessmiertnych | Rosja         | +37,5   |
| 7.   | Sjur Røthe               | Norwegia      | +41,6   |
| 8.   | Simen Hegstad Krüger     | Norwegia      | +43,6   |
| 9.   | Jens Burman              | Szwecja       | +53,8   |
| 10.  | Niklas Dyrhaug           | Norwegia      | +56,0   |

| Poz. | Zawodnik               | Reprezentacja | Czas      |
| ---- | ---------------------- | ------------- | --------- |
| 1.   | Siergiej Ustiugow      | Rosja         | 3:24:47,9 |
| 2.   | Martin Johnsrud Sundby | Norwegia      | +1:02,9   |
| 3.   | Dario Cologna          | Szwajcaria    | +1:19,1   |
| 4.   | Maurice Manificat      | Francja       | +1:26,9   |
| 5.   | Matti Heikkinen        | Finlandia     | +1:31,3   |

| Poz. | Zawodnik               | Reprezentacja | Punkty |
| ---- | ---------------------- | ------------- | ------ |
| 1.   | Siergiej Ustiugow      | Rosja         | 160    |
| 2.   | Martin Johnsrud Sundby | Norwegia      | 138    |
| 3.   | Alex Harvey            | Kanada        | 87     |

### Nie ukończyli

#### Rezygnacje
- Lucas Chanavat – po I etapie
- Renaud Jay – po I etapie
- Martti Jylhä – po I etapie
- Ristomatti Hakola – po I etapie
- Curdin Perl – po I etapie
- Federico Pellegrino – po II etapie
- Iivo Niskanen – po II etapie
- Andrew Young – po II etapie
- Dominik Baldauf – po II etapie
- Erwan Käser – po II etapie
- Dietmar Nöckler – po II etapie
- Raido Ränkel – po II etapie
- Karel Tammjärv – po II etapie
- Jason Rüesch – po II etapie
- Miha Šimenc – po II etapie
- Maciej Staręga – po II etapie
- Dušan Kožíšek – po II etapie
- Ari Luusua – po II etapie
- Callum Smith – po II etapie
- Simeon Hamilton – po II etapie
- Marko Kilp – po II etapie
- Philip Bellingham – po II etapie
- Peeter Kümmel – po II etapie
- Jan Barton – po II etapie
- Tim Tscharnke – po III etapie
- Thomas Wick – po III etapie
- Andy Kühne – po III etapie
- Aleksiej Czerwotkin – po IV etapie
- Emil Iversen – po IV etapie
- Giorgio Di Centa – po IV etapie
- Petr Knop – po IV etapie
- Michal Novák – po IV etapie
- Roman Furger – po V etapie

#### Niewystartowanie w etapie
- Roman Schaad – I etap
- Jovian Hediger – II etap
- Len Väljas – IV etap
- Martin Jakš – V etap
- Graeme Killick – VII etap

#### Nieukończenie etapu
- Jordan Czuczuganow – nie ukończył II etapu
- Finn Hågen Krogh – nie ukończył III etapu
- Weselin Cinzow – nie ukończył IV etapu
- Jonas Dobler – nie ukończył IV etapu
- Bernhard Tritscher – nie ukończył IV etapu
- Anton Lindblad – nie ukończył IV etapu
- Philipp Hälg – nie ukończył IV etapu
- Erik Bjornsen – nie ukończył VI etapu